# Ostrožka východní
Ostrožka východní (Consolida orientalis) je rostlina z čeledi pryskyřníkovitých (Ranunculaceae).

## Popis

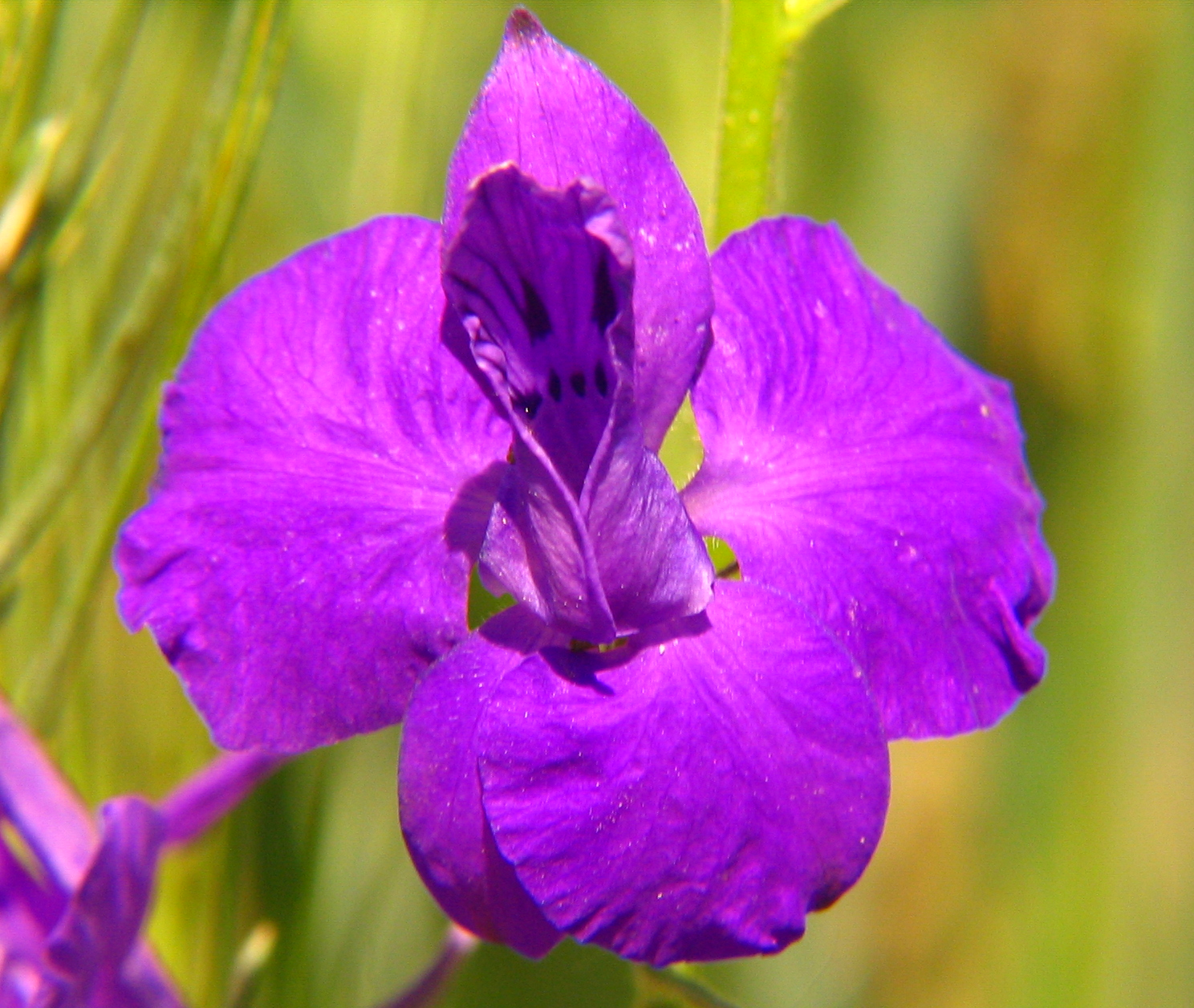
Detail květu

Jedná se o jednoletou bylinu, která dorůstá nejčastěji do výšky 20–80 cm. Lodyhy jsou přímé, v horní části chlupaté, v květenství i žláznaté, nevětvené nebo nahoře chudě větvené. Listy jsou 2x-3x zpeřené s čárkovitými úkrojky, řapíkaté, horní až skoro přisedlé a méně dělené, přízemní brzy zasychají. Květy jsou souměrné (zygomorfní), jsou uspořádány do květenství, kterým je alespoň za květu hustý hrozen. Na bázi květních stopek jsou listeny, které jsou čárkovité, dolní pak zpeřené s čárkovitými úkrojky, delší než květní stopky, na květních stopkách těsně pod květem jsou 2 čárkovité listénce. Květy jsou převážně červenofialové. Kališních lístků je 5, jsou petalizované (napodobují korunu), zpravidla červenofialové, horní nese asi 9–10 mm dlouhou ostruhu. Korunní lístky jsou 2, jsou srostlé, také ostruhaté, červenofialové barvy, nesou nektaria. Kvete v červnu až v srpnu. Tyčinek je nejčastěji mnoho. Čnělka je asi 1 mm dlouhá. Plodem je asi 14–24 mm dlouhý měchýřek, měchýřky jsou jednotlivé, většinou štětinaté se žláznatými chlupy, na vrcholu s krátkým zobánkem. Počet chromozomů je 2n=16.

## Rozšíření
Ostrožka východní roste přirozeně ve Španělsku, v jihovýchodní Evropě, severní Africe a v jihozápadní a střední Asii. Člověkem zavlečená a zdomácnělá je i jinde včetně střední Evropy. V České republice je jako okrasná rostlina pěstována jen málo, místy je ale zavlečená a zdomácnělá v suchých ruderálech teplých oblastí.